# Cloîtres de Naples

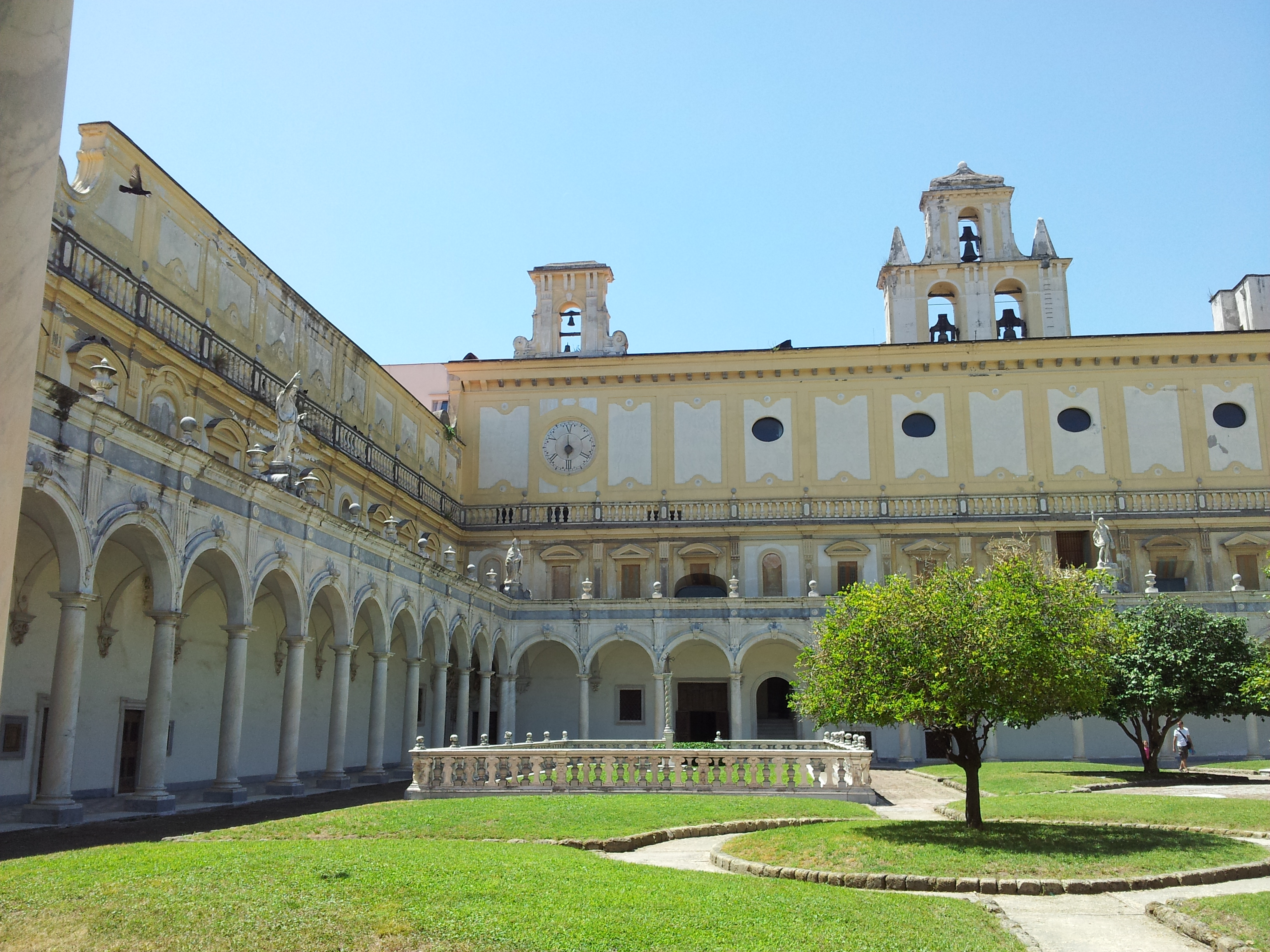
Cloîtres de San Martino

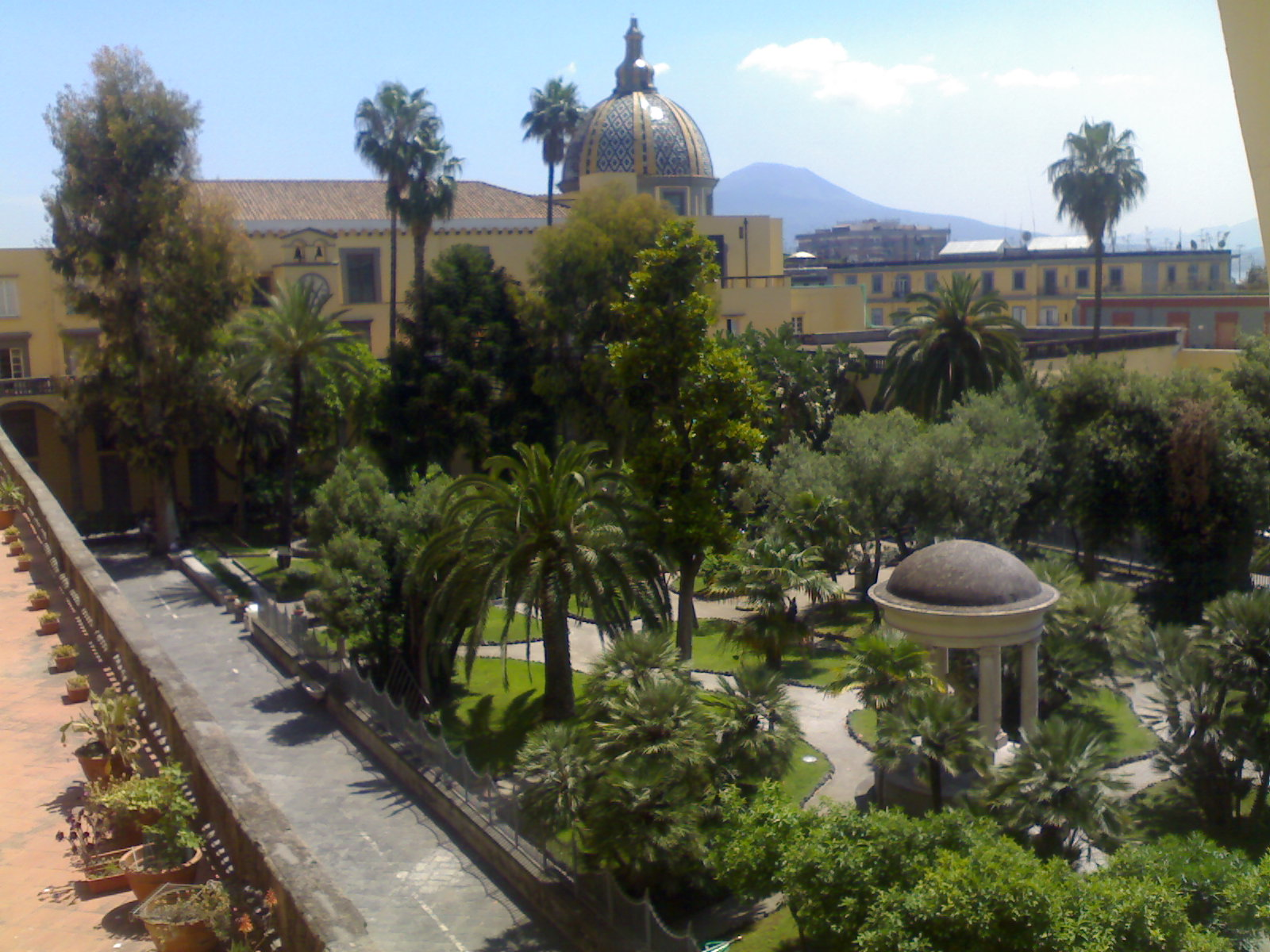
Cloître de Marcellino et Festo

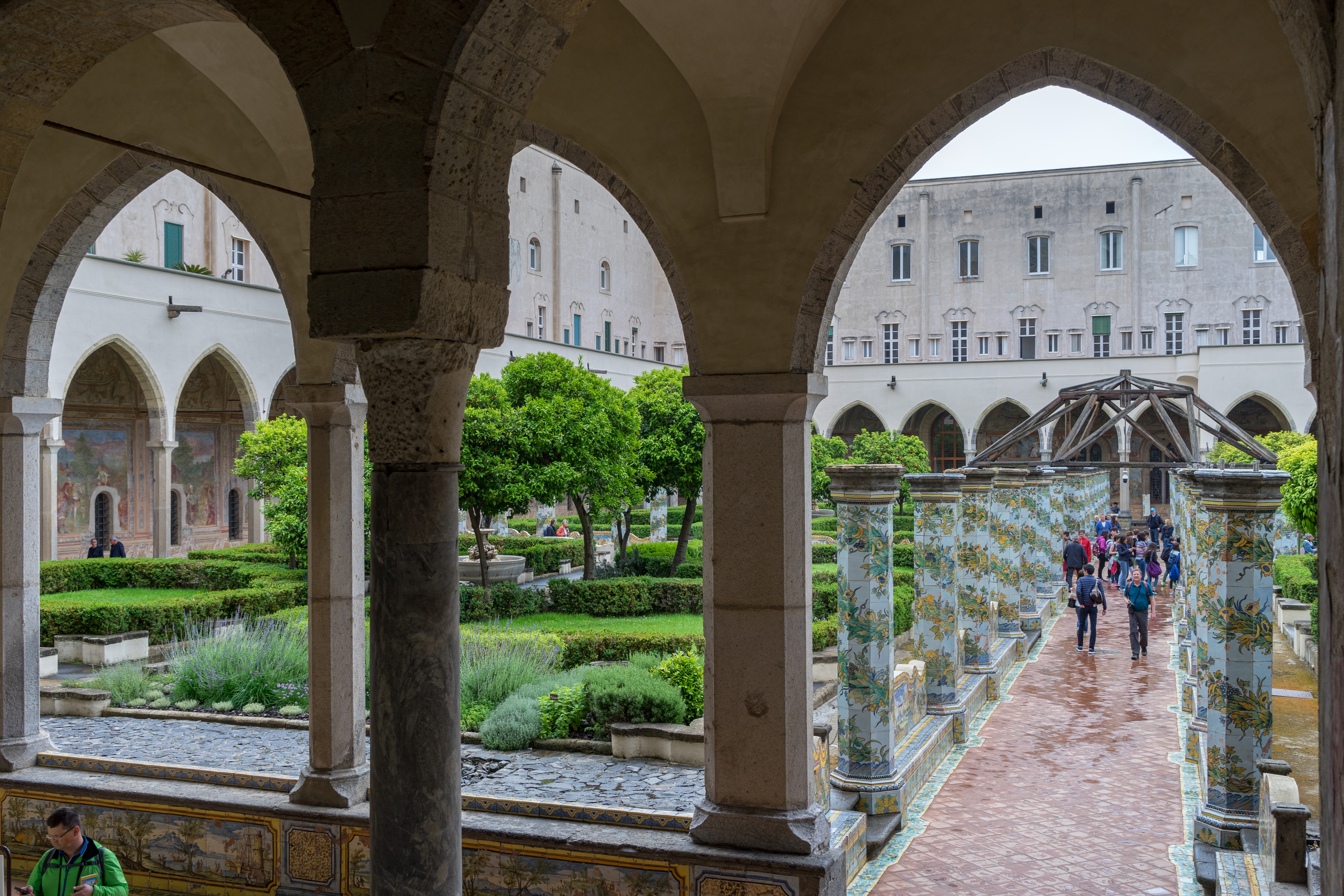
Cloîtres de Santa Chiara

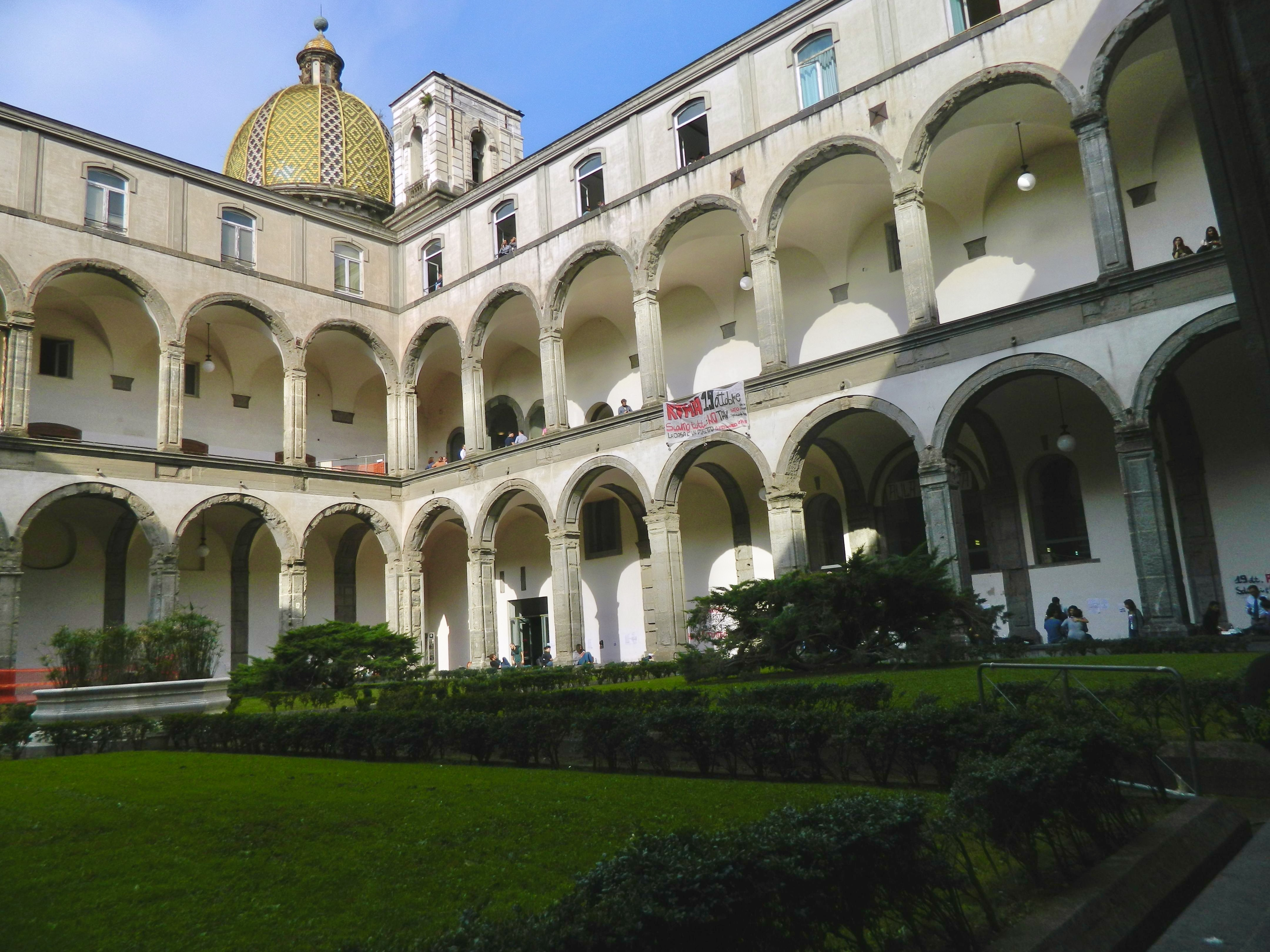
Cloître de San Pietro Martire

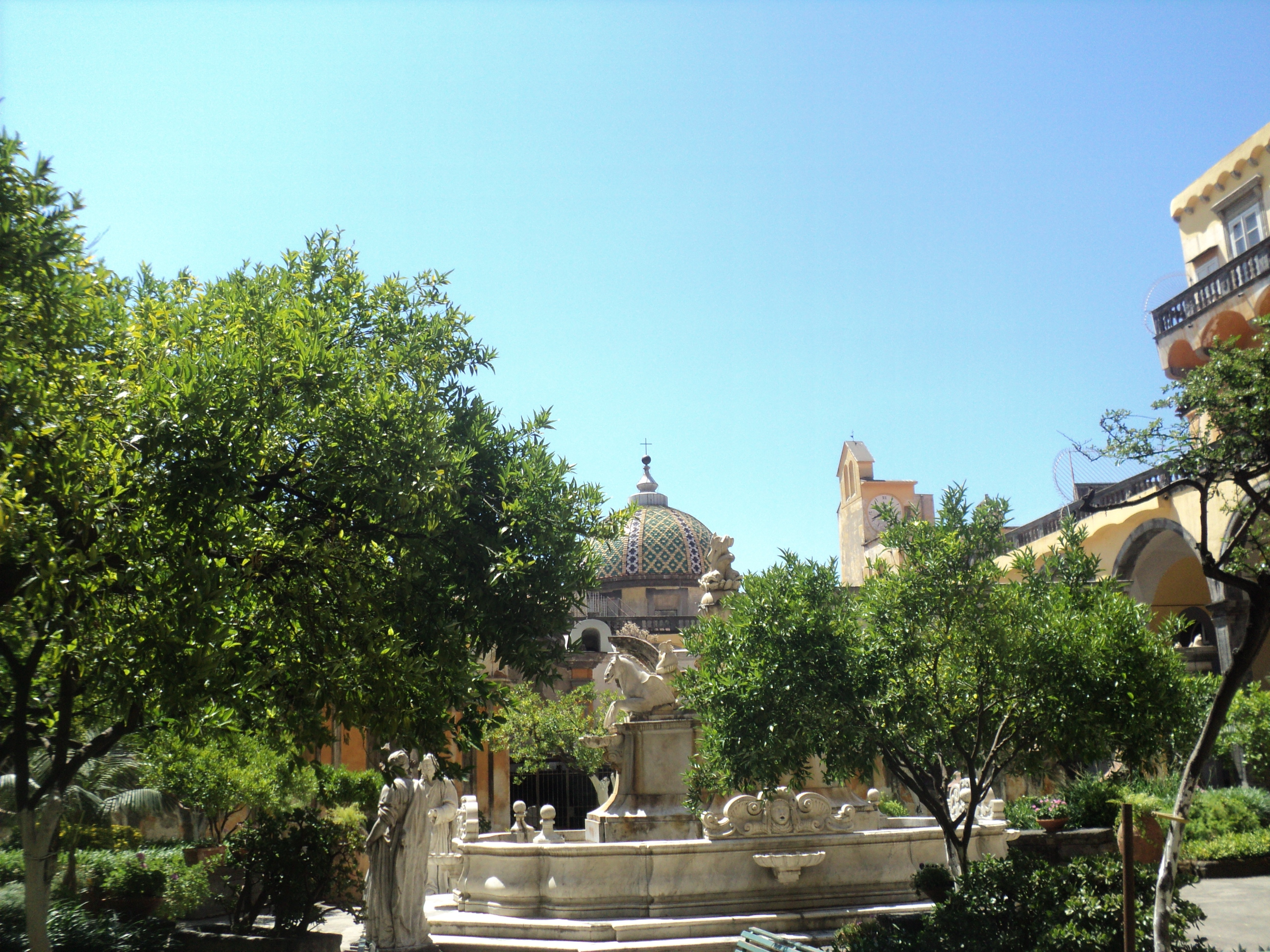
Cloître de San Gregorio

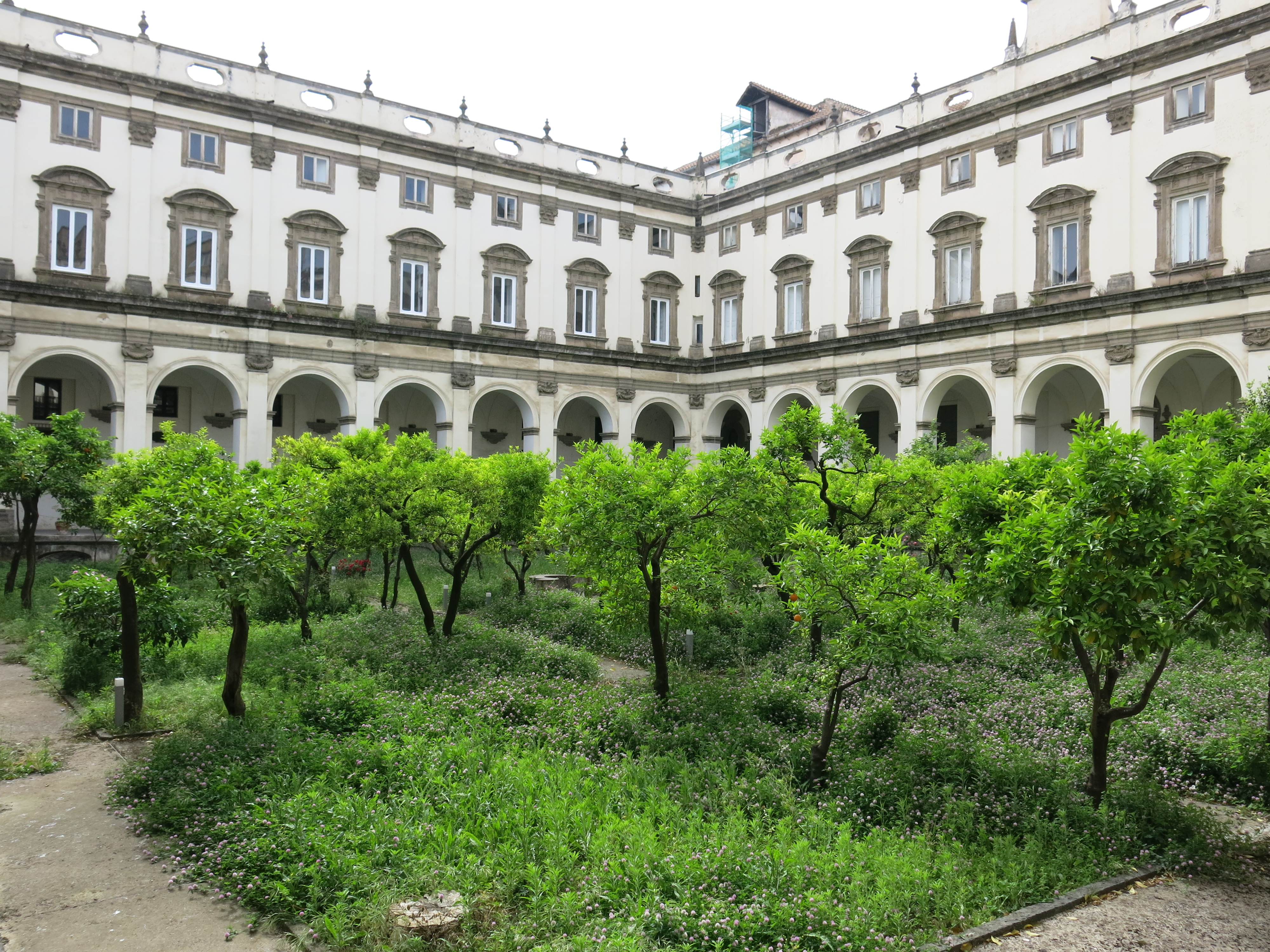
Cloîtres des Girolamini

Les cloîtres de Naples sont environ cent et constituent aujourd'hui des zones pour les facultés universitaires, les hôpitaux, les écoles, les casernes et les établissements d'enseignement.

## Liste
- cloître du Carmine Maggiore
- cloîtres des Girolamini (petit cloître et grand cloître)
- cloître des Miracoli
- cloîtres de Monteoliveto (grand cloître et cloître de service)
- cloître de Monteverginella
- cloître de Regina Coeli
- cloître du Salvatore (cloître monumental ou Cour des statues)
- cloître de Sant'Agnello
- cloître de Sant'Andrea delle Dame
- cloître de Sant'Antonio a Posillipo
- cloître de Sant'Antonio a Port'Alba
- cloître de Santa Caterina a Formiello
- cloîtres de Santa Chiara : 
  - cloître des Clarisses (ou des Majoliques)
  - cloître des Frères mineurs
  - cloître de service
- cloîtres de San Domenico Maggiore : 
  - cloître des statues
  - grand cloître
  - cloître San Tommaso
- cloître de San Domenico Soriano
- cloître de San Giovanni a Carbonara
- cloîtres de San Giuseppe dei Rufi (grand cloître et petit cloître)
- cloître de San Gregorio Armeno
- cloître de San Lorenzo Maggiore
- cloître des Saints Marcellino et Festo
- cloître de Santa Maria a Caponapoli
- cloîtres de Santa Maria la Nova (petit cloître et grand cloître)
- cloître de Santa Maria di Piedigrotta
- cloître de Santa Maria alla Sanità
- cloîtres de Santa Teresa degli Scalzi (petit cloître et grand cloître)
- cloîtres de la chartreuse San Martino (cloître des Procurateurs et Grand cloître)
- cloître de Suor Orsola
- cloîtres de San Pietro a Majella (petit cloître et grand cloître)
- cloître de San Pietro Martire
- cloîtres des Santi Severino e Sossio :
  - cloître du platane
  - cloître de marbre
  - cloître du noviciat

- cloître de la Stella
- cloître de Materdei
- cloître du Complexe de Gesù e Maria